# 1989 في النرويج
فيما يلي قوائم الأحداث التي وقعت خلال عام 1989 في النرويج.

## سياسة

### تعيين في المنصب
- 1 يناير – بورغه برنده نائب عضو برلمان النرويج  [لغات أخرى]‏.
- 1 يناير – تروند-فيجو تورجيرسين Children's Ombudsperson of Norway  [لغات أخرى]‏.
- 1 يناير – داغ أندرسون نائب عضو برلمان النرويج  [لغات أخرى]‏.
- 2 أكتوبر – إرنا سولبرغ عضو برلمان النرويج  [لغات أخرى]‏.
- 16 أكتوبر – جون جيه. ياكوبسن Minister of Local Government and Regional Development [الإنجليزية]‏.
- 16 أكتوبر – شيل ماغنه بونديفيك وزير الخارجية في النرويج.

### انتهاء فترة المنصب
- 1 يناير – داغ أندرسون نائب عضو برلمان النرويج  [لغات أخرى]‏.
- 16 أكتوبر – غرو هارلم برونتلاند رئيس وزراء النرويج.
- 16 أكتوبر – يوهان يورغن هولست وزير الدفاع [الإنجليزية]‏.

## رياضة
- 19 مارس – بطولة العالم للعدو الريفي 1989

## مواليد

### يناير
- 10 يناير – كريستيان بيورنسن لاعب كرة يد نرويجي.

### فبراير
- 14 فبراير – إيفين هوفلاند لاعب كرة قدم نرويجي.

### مارس
- 1 مارس – إسبن لاي هانسن لاعب كرة يد نرويجي.
- 8 مارس – إميلي ستانغ ساندو لاعبة كرة يد نرويجية.

### يونيو
- 22 يونيو – أندرياس ميكلسن سائق رالي نرويجي.

### يوليو
- 2 يوليو – جو سوندر آس لاعب كرة قدم نرويجي.

### أغسطس
- 3 أغسطس – عدنان حيدر لاعب كرة قدم نرويجي.

### أكتوبر
- 15 أكتوبر – أولا كامارا لاعب كرة قدم نرويجي.
- 25 أكتوبر – ستيفن غريتيباست لاعب كرة قدم نرويجي.

### نوفمبر
- 18 نوفمبر – كريستوفر رامبو لاعب كرة يد نرويجي.
- 18 نوفمبر – ماري إيدي متزلجة نرويجية.

### ديسمبر
- 17 ديسمبر – أندريه هانسن لاعب كرة قدم نرويجي.